# Aurel (Drôme)
Aurel – miejscowość i gmina we Francji, w regionie Owernia-Rodan-Alpy, w departamencie Drôme.
Według danych na rok 1990 gminę zamieszkiwały 204 osoby, a gęstość zaludnienia wynosiła 8 osób/km² (wśród 2880 gmin regionu Rodan-Alpy Aurel plasuje się na 1423. miejscu pod względem liczby ludności, natomiast pod względem powierzchni na miejscu 318.).

## Populacja

Populacja Aurel w latach 1962–2008